# Qadrius salvus
Qadrius salvus är en skalbaggsart som beskrevs av Abdullah 1964. Qadrius salvus ingår i släktet Qadrius och familjen kvickbaggar. Inga underarter finns listade i Catalogue of Life.